# Hosszúujjú kövirigó
A hosszúujjú kövirigó (Monticola explorator) a madarak osztályának verébalakúak (Passeriformes)  rendjébe és a légykapófélék (Muscicapidae) családjába tartozó faj.

## Rendszerezése
A fajt Louis Pierre Vieillot francia ornitológus írta le 1837-ben, a Turdus nembe Turdus explorator néven.

## Alfajai
- Monticola explorator explorator (Vieillot, 1818) - a Dél-afrikai Köztársaság déli és délkeleti
- Monticola explorator tenebriformis Clancey, 1952 - a Dél-afrikai Köztársaság keleti része, Lesotho, Szváziföld és Mozambik déli része [2]

## Előfordulása
Afrika déli részén, a Dél-afrikai Köztársaság, Lesotho, Mozambik és Szváziföld területén honos. Természetes élőhelyei a szubtrópusi és trópusi gyepek és cserjések, sziklás környezetben, valamint legelők, ültetvények és vidéki kertek. Állandó, nem vonuló faj.

## Megjelenése
Testhossza 18 centiméter.
|  |  |

## Természetvédelmi helyzete
Az elterjedési területe nagy, egyedszáma pedig csökken. A Természetvédelmi Világszövetség Vörös listáján mérsékelten fenyegetett fajként szerepel.